# ヴェルフニョドニプローシク
ヴェルフニョドニプローシク（ウクライナ語: Верхньодніпровськ）はウクライナのドニプロペトローウシク州ドニプローシク地区にある都市。ドニプロ川、 サモトカーニ川の河岸に位置する。都市の高さは海抜131 mである。面積は10 km²。人口は15,477人 (2022年1月1日)。
ヴェルフニョドニプローシクはグリゴリー・ポチョムキンによってフルィホーリウカとして1779年に創建された。1806年に市制施行された。
市内ではヴェルフニョドニプローシク駅がある。首都キエフまでの直線距離は336 km、車道で381 kmとなっている。州庁所在地までの直線距離は57 km、鉄道で70 km、車道で66.5 kmとなっている。